# Фрис, Лив Лиза
Лив Лиза Фрис (нем. Liv Lisa Fries; род. 31 октября 1990[…], Берлин) — немецкая киноактриса, лауреат немецких кинопремий.

## Биография
Уроженка Берлина, с 14 лет мечтала о карьере актрисы. В юности была студенткой по обмену в Пекине. Закончив обучение, в 2010 году поступила на факультет философии и литературоведения, но не смогла закончить учебу, пожертвовав ею ради карьеры актрисы. Кроме родного немецкого, говорит еще на английском, французском и севернокитайском языках. Её дебют в кино произошел в 2006 году в детективном фильме «Шиманский: убийство в поселке» (Schimanski — Tod in der Siedlung), где она играет с другими известными немецкими актерами, такими как Георге Гёц и Людвиг Трепте.
Фильм режиссера Сабине Бернарди «Ромео», в котором сыграла Фрис, был удостоен показа на Немецком кинофестивале 2011 года. В том же году она стала самым молодым членом жюри на Мюнстерском кинофестивале, а в 2014 году была в жюри 10-го Немецкого кинофестиваля в Людвигсхафене-на-Рейне. В 2013 году была удостоена премии Max-Ophüls-Preis и Bayerischen Filmpreis за роль больной муковисцидозом девушки Леи в фильме «Завтра в среду я умру» режиссера Фредерика Штайнера.
В 2017 году Фрис снимается в четырёх сезонах сериала «Вавилон-Берлин», ставшим самым дорогостоящим немецким сериалом, где актриса играет главную героиню сериала Шарлотту Риттер.
Фрис живёт в деревне в Бранденбурге, её любимое хобби — верховая езда.

## Фильмография
- 2007: Schimanski: Tod in der Siedlung (Fernsehfilm, Regie: Torsten C. Fischer)
- 2008: Die Jagd nach dem Schatz der Nibelungen (Fernsehfilm, Regie: Ralf Huettner)
- 2008: Guter Junge (Fernsehfilm, Regie: Torsten C. Fischer)
- 2008: Эксперимент 2: Волна / Die Welle (реж: Деннис Ганзель)
- 2009: Liebling, weck die Hühner auf (Fernsehfilm, Regie: Matthias Steurer)
- 2010: Unbelehrbar (Regie: Anke Hentschel)
- 2010: Bis aufs Blut — Brüder auf Bewährung (Regie: Oliver Kienle)
- 2011: Sie hat es verdient (Fernsehfilm, Regie: Thomas Stiller)
- 2011: Eine halbe Ewigkeit (Fernsehfilm, Regie: Matthias Tiefenbacher)
- 2011: SOKO Köln: Aufgeflogen! (Fernsehserie, Regie: Daniel Helfer)
- 2011: Kommissar Stolberg: Zwischen den Welten (Fernsehserie, Regie: Ulrich Zrenner)
- 2011: Ромео / Romeos (Regie: Sabine Bernardi)
- 2011: Vater Mutter Mörder (Fernsehfilm, Regie: Niki Stein)
- 2012: Bella Block: Der Fahrgast und das Mädchen (Fernsehreihe, Regie: Torsten C. Fischer)
- 2012: Polizeiruf 110: Fieber (Fernsehfilm, Regie: Hendrik Handloegten)
- 2012: Schneeweißchen und Rosenrot (Fernsehfilm, Regie: Sebastian Grobler)
- 2012: Staudamm (Regie: Thomas Sieben)
- 2012: Donna Leon: Reiches Erbe (Fernsehserie, Regie: Sigi Rothemund)
- 2013: Add a Friend (Fernsehserie, 5 Folgen, Regie: Ulli Baumann)
- 2013: Und morgen Mittag bin ich tot (Regie: Frederik Steiner)
- 2013: Frauen die Geschichte machten — Sophie Scholl (Fernseh-Dokudrama, Regie: Michael Löseke, Christian Twente)
- 2014: Tatort: Zirkuskind (Fernsehfilm, Regie: Till Endemann)
- 2014: Die Präsenz (Regie: Daniele Grieco)
- 2015: Heil (Regie: Dietrich Brüggemann)
- 2015: Boy 7 (Regie: Özgür Yildirim)
- 2016: Die Ermittler — Nur für den Dienstgebrauch (Regie: Florian Cossen)
- 2016: Lou Andreas-Salomé (Regie: Cordula Kablitz-Post)
- 2017: Rakete Perelman (Regie: Oliver Alaluukas)
- 2017: Вавилон-Берлин / Babylon Berlin (Fernsehserie, Regie: Tom Tykwer, Achim von Borries und Hendrik Handloegten)
- 2018: По ту сторону / Counterpart (Fernsehserie, 6 Folgen)
- 2019: Prélude (Regie: Sabrina Sarabi)
- 2021: Хинтерленд: город грехов / Hinterland (реж: Штефан Рузовицки)
- 2021: Мюнхен. На грани войны / Munich – The Edge of War (реж. Кристиан Швохов)
- 2023: По Фрейду / Freud's Last Session
- 2024: От Хильды с любовью / In Liebe, Eure Hilde (реж: Андреас Дрезен)
- 2024: Кафка / Kafka